# Stefania Spampinato
Stefania Spampinato (Catania, 17 luglio 1982) è un'attrice italiana, nota per il ruolo di Carina DeLuca nelle serie televisive Grey's Anatomy e Station 19.

## Biografia
All'età di sei anni iniziò a studiare danza. Dopo essersi diplomata al Liceo Classico Mario Rapisardi di Paternò (Catania), con il massimo dei voti, si trasferì a Milano per studiare danza, recitazione e canto, laureandosi all'Accademia delle arti.. Nel 2006 si trasferì a Londra, dove il lavoro come ballerina la portò a girare il mondo. Nel 2011 si trasferì a Los Angeles, dove continuò a studiare recitazione.
Dopo aver preso parte ad alcune serie TV come Glee e Satisfaction, dal 2017 partecipa alla serie TV Grey's Anatomy nel ruolo della dottoressa Carina DeLuca, sorella del dottor Andrew DeLuca, e dal 2020 interpreta lo stesso ruolo nella serie tv Station 19, il secondo spin-off di Grey's Anatomy.
Nel 2019 fu scelta come co-protagonista della commedia Il giorno più bello del mondo, interpretata e diretta da Alessandro Siani.

### Vita privata
Stefania Spampinato ha sposato l'attore  Tony Testa nel maggio 2018, dal quale ha divorziato nel dicembre 2020.

## Filmografia

### Attrice

#### Cinema
- Off the Grid, regia di Mykel Shannon Jenkins (2014)
- Kilo Valley, regia di Mykel Shannon Jenkins – cortometraggio (2014)
- A Date with Felipe, regia di David Azer – cortometraggio (2014)
- The Real Truth Behind The Real True Story: Donnie Miller, regia di Mike Piccirillo – cortometraggio (2014)
- The Very Scientific System, regia di Assaf Mor – cortometraggio (2014)
- How to Have Sex on a Plane, regia di Michael J. Gallagher e Jimmy Tatro – cortometraggio (2015)
- Boiling Point: Risotto, regia di Ashley Hillis – cortometraggio (2015)
- Boiling Point: Skewers, regia di Ashley Hills – cortometraggio (2015)
- Her Ring, regia di Alessandro Amante – cortometraggio (2015)
- Il buono, il brutto e il morto (4Got10), regia di Timothy Woodward Jr. (2015)
- The Gods, regia di Mykel Shannon Jenkins (2017)
- Two Wolves, regia di Mykel Shannon Jenkins (2017)
- Le Mans '66 - La grande sfida (Ford v. Ferrari), regia di James Mangold (2019)
- Il giorno più bello del mondo, regia di Alessandro Siani (2019)

#### Televisione
- The Richard and Judy Show – serie TV, 1 episodio (2006)
- La strana coppia – serie TV, un episodio (2007)
- Promo Life, regia di David Jackson – film TV (2013)
- Anonymous – serie TV, 8 episodi (2013-2014)
- Glee – serie TV, episodio 5x09 (2014)
- Less Is More – miniserie TV (2015)
- Satisfaction – serie TV, 2 episodi (2015)
- Mère et Fille, California Dream, regia di Stéphane Marelli – film TV (2016)
- Grey's Anatomy – serie TV, 70 episodi (2017-2024)
- Station 19 – serie TV, 27 episodi (2020-2024)

### Doppiatrice
- Spie sotto copertura (Spies in Disguise), regia di Nick Bruno e Troy Quane (2019)

## Doppiatrici italiane
Nelle versioni in italiano nelle opere in cui ha recitato, Stefania Spampinato è stata doppiata da:
- Valentina Favazza in Grey's Anatomy, Station 19